# Orpington (Huhn)
Die Orpington ist eine große englische Hühnerrasse, die Ende des 19. Jahrhunderts von dem Engländer William Cook aus Orpington in der Grafschaft Kent gezüchtet wurde.
Er verwendete zur Zucht Plymouth Rocks, Croad-Langschans, Minorkas und andere. Das Ziel dieser Zucht waren Hühner mit hoher Legeleistung. Im ersten Jahr legen sie ca. 180 Eier, wobei sie niedrige Legenester bevorzugen. Die Orpington haben einen ausgeprägten Bruttrieb.
Orpington gehören zu den schweren Rassen und sind ein guter Fleisch- und Eierlieferant.
Da diese Hühner schwer sind, können sie kaum über 1,30 Meter hohe Zäune flattern. Sie sind reich befiedert, ohne locker zu sein. Die meisten Hühner sind einfachkämmig, rosenkämmig kommt nur bei gelbem und schwarzem Farbton vor.
Die Hähne wiegen ausgewachsen 4 bis 4,5 kg, die Hennen 3 bis 3,5 kg.
Orpington sind ruhig und werden schnell zutraulich.
Farbschläge sind Schwarz, weiß, gelb, porzellanfarbig, schwarz-weißgescheckt (schwarz mit weißen Tupfen), blau-gesäumt, gestreift, rot, rebhuhnfarbig-gebändert, gelb-schwarzgesäumt, birkenfarbig, kennfarbig und silber schwarzgesäumt. bei den Zwergen nur schwarz, weiß, gelb, blau und gestreift gelb-schwarzcolumbia, schokoladenbraun, birkenfarbig und weiß-schwarzcolumbia. Rosenkämmig: gelb und schwarz
Neuvorstellungen: Schokoladenbraun und Splash.
Es sind ruhige und schnellwachsende Hühner, die Hennen neigen bei Überfütterung zum Verfetten.

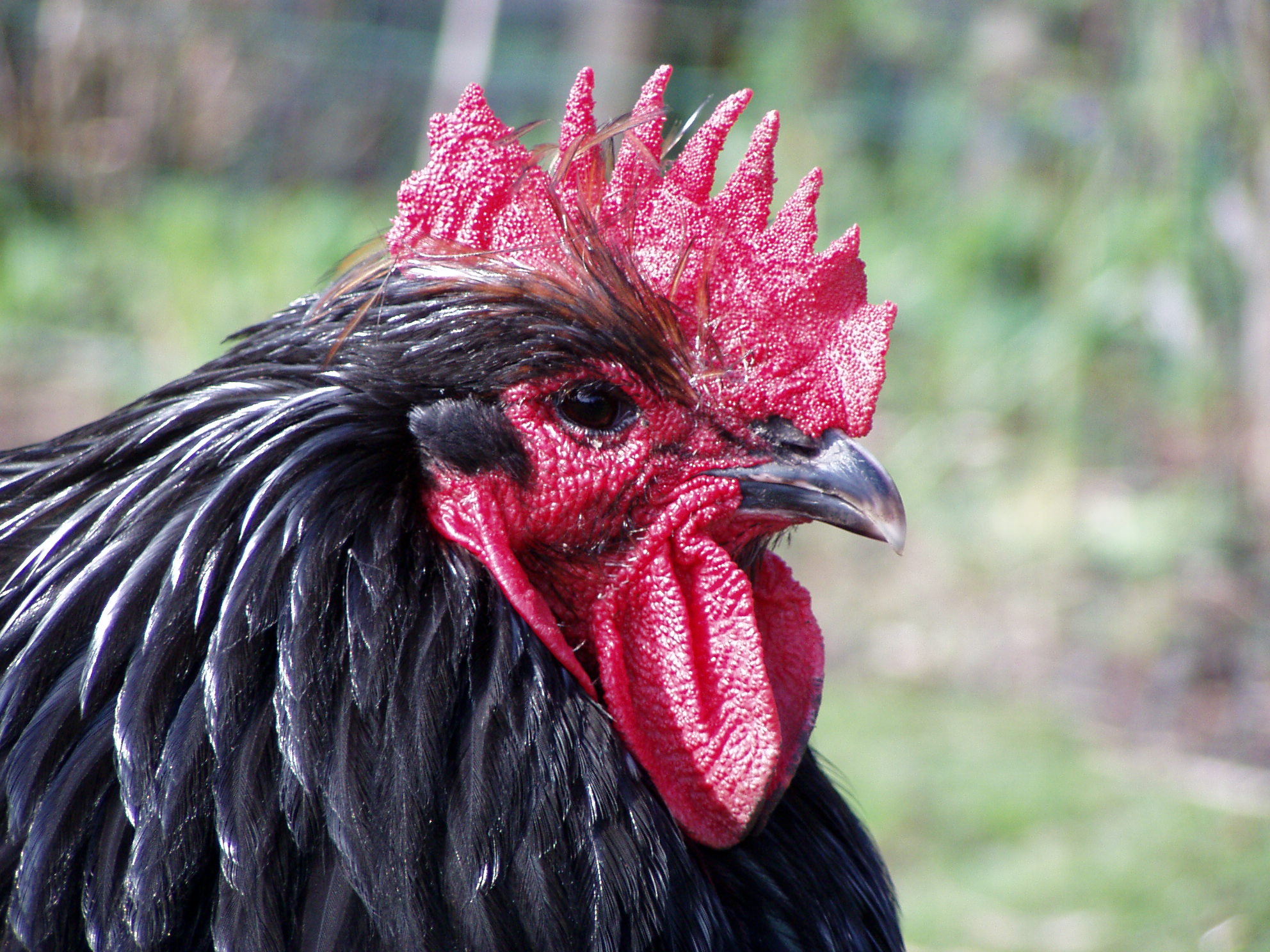
Schwarzer Orpington-Hahn
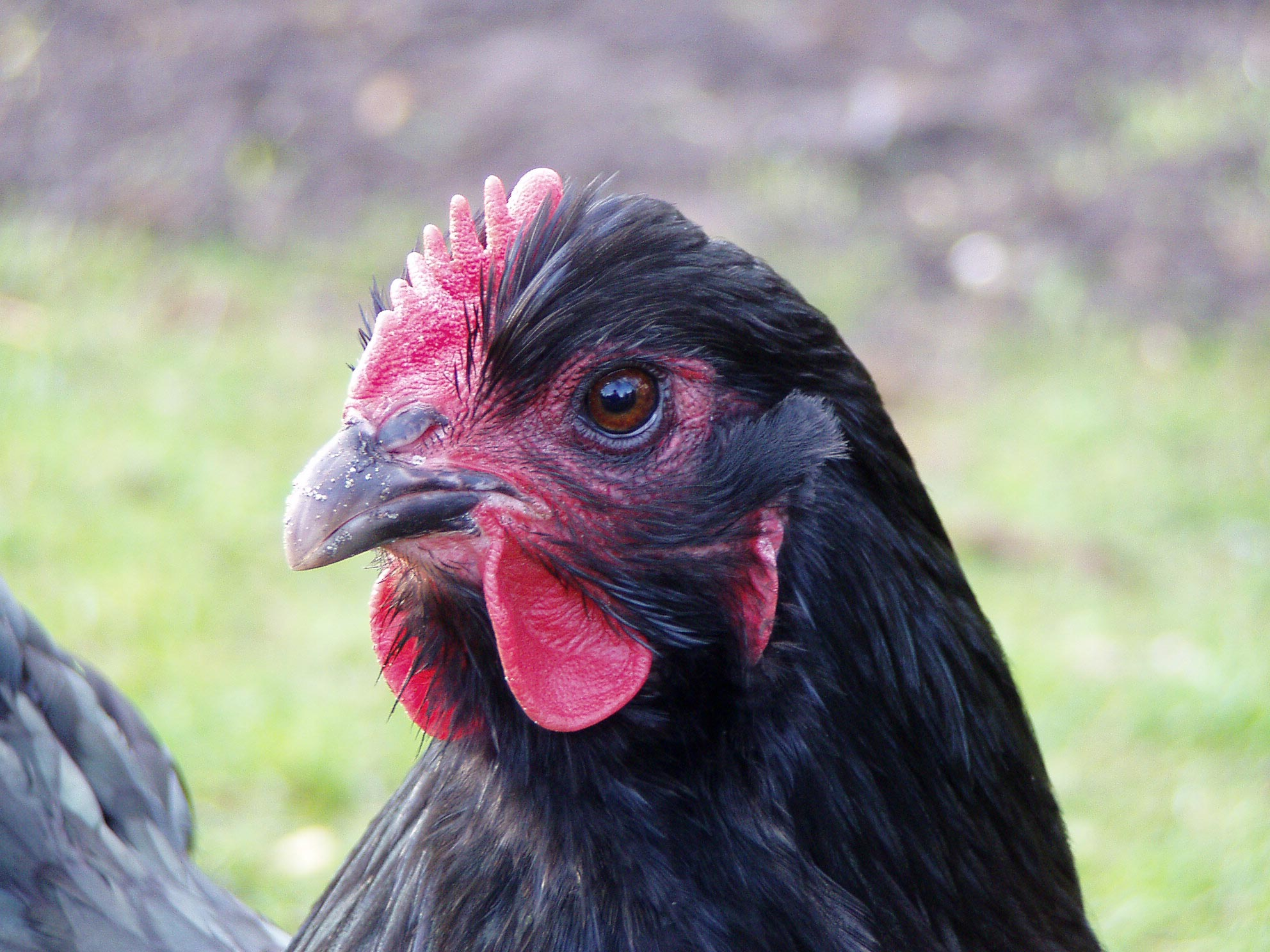
Kopf einer schwarzen Orpington-Henne
Orpingtonhenne-Farbschlag Gelb
Gelbe Orpingtonhenne

Siehe auch: Zwerg-Orpington